# سیارک ۲۹۱۹۳
سیارک ۲۹۱۹۳ (به انگلیسی: 29193 Dolphyn، نامگذاری:1990WD1)۲۹۱۹۳مین سیارک کشف شده‌است که در ۱۸ نوامبر ۱۹۹۰ کشف شد.